# Posadowo (przystanek kolejowy)
Posadowo – nieczynny przystanek osobowy kolei wąskotorowej w Posadowie, w gminie Lwówek, w powiecie nowotomyskim, w województwie wielkopolskim, w Polsce. Został otwarty w 1886 roku razem z linią z Opalenicy do Lwówka. Linia ta została zamknięta dla ruchu pasażerskiego w 1995 roku. W 2006 torowisko zostało rozebrane.